# Chiesa della Santissima Trinità (Esine)
La  chiesa della Santissima Trinità si trova nel territorio del comune di Esine in Val Camonica, provincia di Brescia. Essa sorge sulla collina Bardisone che sovrasta l'abitato, sulle mura di un antico castello.

## Storia
La struttura risale all'VIII secolo, durante il periodo longobardo, anche se la forma architettonica è stata assunta solamente nel XII secolo. Secondo lo studioso locale don Alessandro Sina la parte più antica venne edificate nel 771. Successivi rimaneggiamenti nel XV secolo hanno portato anche all'aggiunta della cappella laterale dedicata a san Rocco. Fu consacrata nel 1154 da Raimondo dai Monte Chiaro vescovo di Brescia.
L'esistenza della chiesa viene confermata da un atto del 1150 nel quale si parla di una cerimonia di battesimo.
Un'iscrizione in caratteri gotici affrescata su una parete rende testimonianza delle prime ristrutturazioni dell'edificio, commissionate nel 1373 dal nobile Marchesio Federici (figlio di Ziliolo).Solo nel XV secolo fu edificata la cappella di San Rocco a fianco dell'aula principale.

## Descrizione
La maestosa facciata preeduta da un grande rato, presenta un campaniletto a vela sulla sommità, decorato alle estremità da due pinnacoli piramidali. Nel centro della stessa si può ancora notare la presenza di un'antica finestra oggi murata. Il portale d'ingresso è invece ad arco a tutto sesto. L'angolo nord presenta ancora delle tracce architettoniche del XII secolo.
L'interno è a navata singola, con volte a crociera e archi traversi. Subito alla sinistra dell'ingresso si presenta la cappella quadrangolare dedicata a San Rocco, che presenta affreschi di Giovanni Pietro da Cemmo, eseguiti nel 1476 come ex voto a seguito della peste. Tra e rappresentazioni San Rocco, San Sebastiano, una Trinità, gli evangelisti, i quattro elementi e un'imponente crocefissione.
Nel 2004 è stato iniziato un programma di restauro della struttura a cura dell'architetto Carlotta Coccoli di Brescia.

## Galleria d'immagini

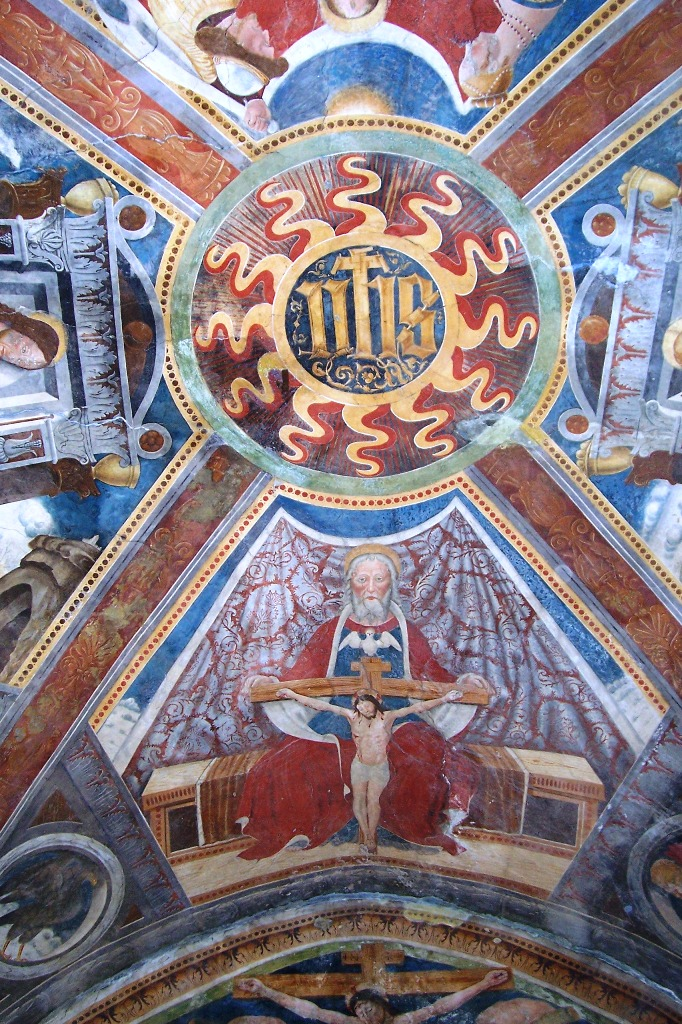
Affresco della Santissima Trinità attribuito a Giovanni Pietro da Cemmo.
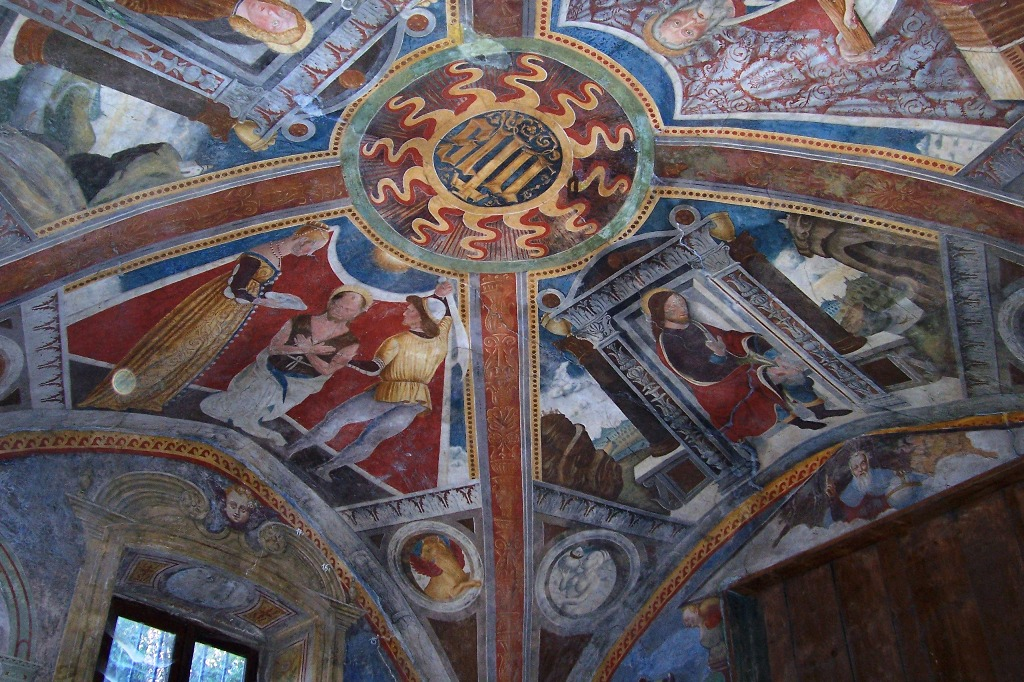
Affreschi rappresentante la decapitazione di San Giovanni e San Rocco attribuiti a Giovanni Pietro da Cemmo.
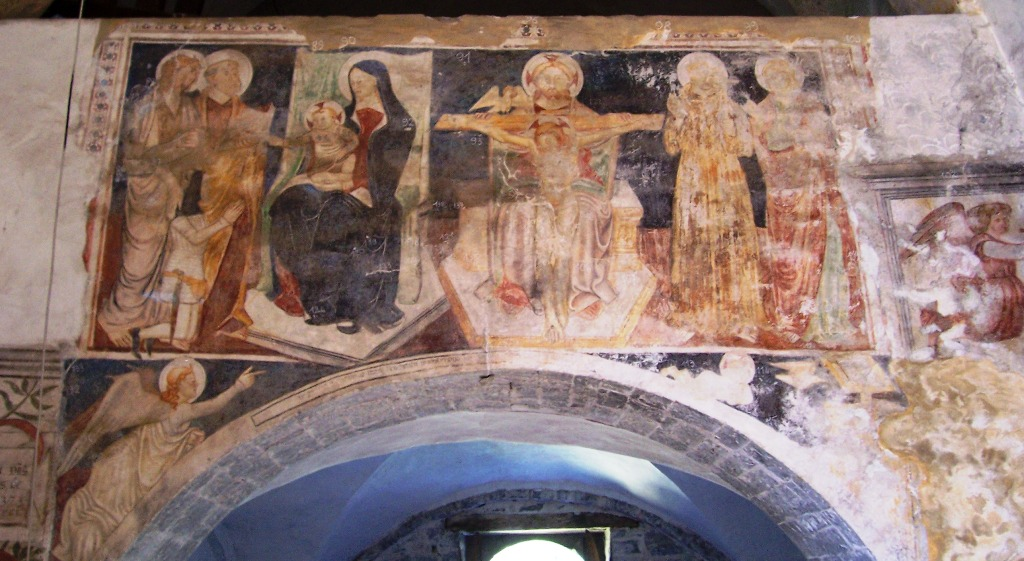
Affreschi di Maria in Trono, Trinità, santi ed un committente inginocchiato.
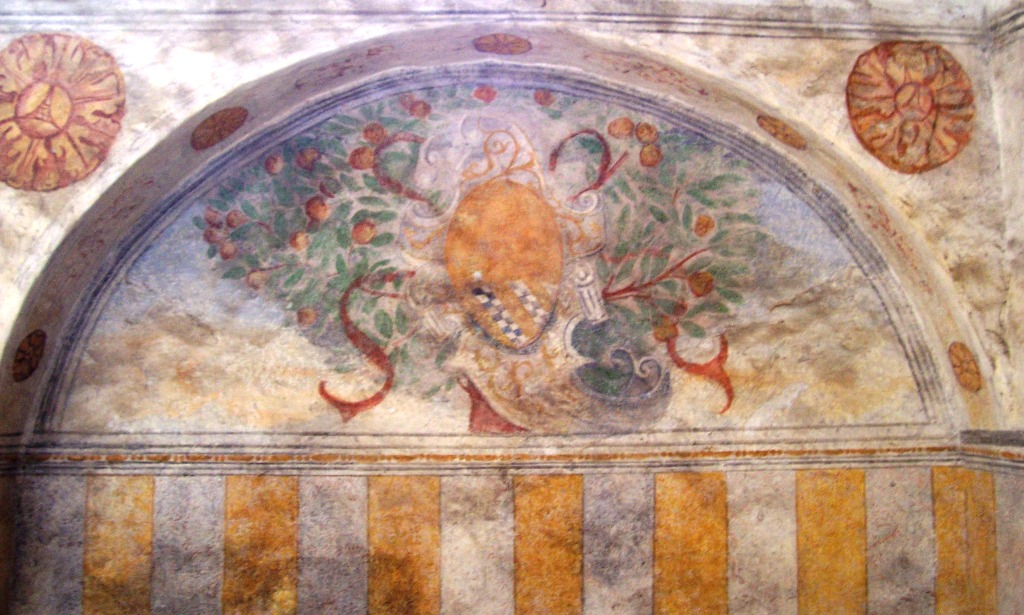
Parziale affresco dello stemma della nobile famiglia Federici.
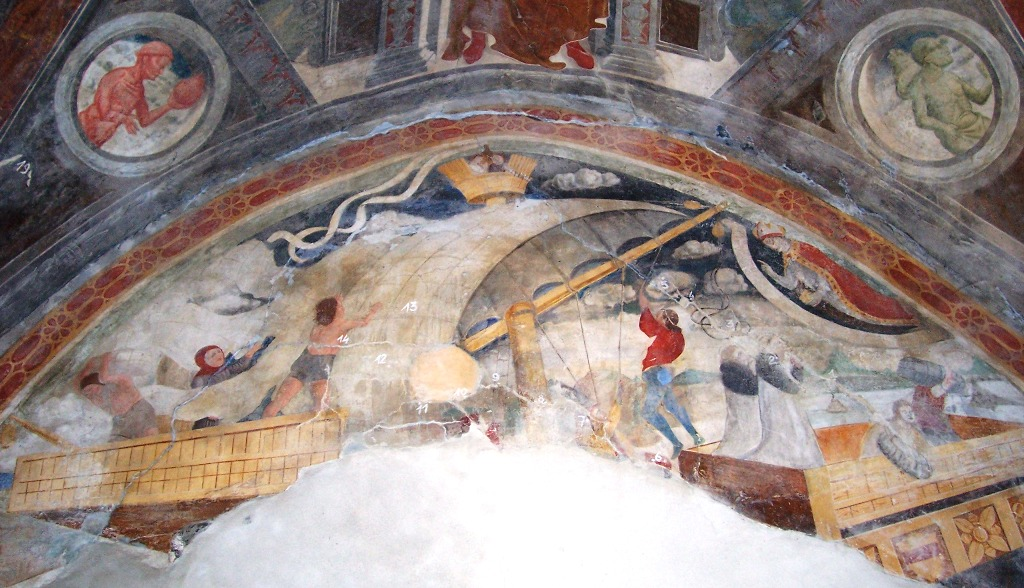
Affresco rappresentante un'imbarcazione.
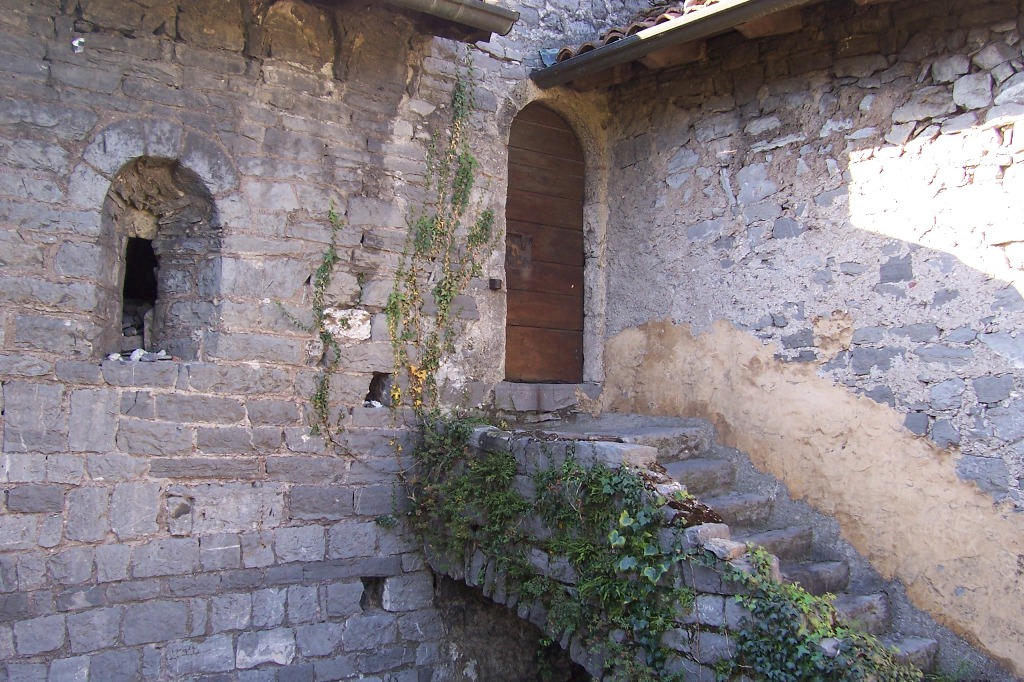
Esterno del lato nord.